# Грицьків Зенон Дмитрович
Грицьків Зенон Дмитрович (нар.24 жовтня 1938, Біла-Підляська, Польща — пом.3 грудня 2006, Львів, Україна) — український вчений в області техніки прецизійних телевізійних та скануючих систем.

## Біографія
Народився у 1938 p. в м. Біла-Підляська, Польща.
З 1945 по 1955 р. навчався у Дрогобицькій середній школі № 1, відтак вступив на навчання на РТФ Львівського політехнічного інституту, після закінчення якого був скерований на роботу у науково-дослідну лабораторію кафедри РТП.
Працював на посадах інженера, старшого інженера, а також з 1964 по 1968 рік навчався у заочній аспірантурі при кафедрі.
Після захисту кандидатської дисертації у 1968 році був переведений на посаду завідувача лабораторії НДЛ-2.
З 1991 року — завідувач кафедри РТП, у тому ж році захистив докторську дисертацію.
У 1993 році йому присвоєно вчене звання професора.
Викладав дисципліни «Основи телебачення», «Прикладні телевізійні системи», «Цифрове телебачення», «Телевізійні системи та комплекси», «Методологічні основи наукових досліджень». Керував науковою роботою аспірантів. Під його керівництвом захищено 3 кандидатські дисертації.
Помер після важкої хвороби 3 грудня 2006 року.

## Науковий доробок та діяльність
За результатами наукових досліджень опублікував одноосібно та у співавторстві понад 300 робіт, у тому числі одну монографію та три навчальних посібники, є автором чи співавтором понад 60 винаходів, захищених авторськими свідоцтвами та патентами. Брав участь у низці наукових конференцій різного рівня як в Україні, так і за кордоном.
Член трьох спеціалізованих рад із захисту докторських дисертацій, входить до складу редакційної колегії наукового журналу «Machine Graphics and Vision», що видається Польською академією наук, експертом з оцінки проектів у рамках діяльності міжнародної асоціації INTAS (Бельгія).

## Захоплення та хобі
Основними захопленнями Зенона Грицьківа були живопис (олія, акварель) — в доробку більше 200 картин, фотографія та туризм.

## Нагороди
- Медаллю «Ветеран праці»;
- відзначений знаком «Винахідник СРСР»;
- відзначений знаком Міністерства освіти і науки України «Відмінник освіти України».

## Видання
- Грицьків Зенон Дмитрович Основи цифрового телебачення — Л.: Вид-во Держ. ун-ту «Львів. політехніка», 2000. — 118 с.
- Грицьків Зенон Дмитрович Прикладні телевізійні системи — Л.: Вид-во Нац. ун-ту «Львів. політехніка», 2003. — 180 с.
- Грицьків Зенон Дмитрович, Кузик Андрій Остапович, Николишин Мирон Йосипович, Прудиус Іван Никифорович, Семенистий Костянтин Сергійович, Сніцарук Леонід Адамович Кафедра «Радіоелектронні пристрої та системи». До 50-річчя заснування (1952–2002) — Л., Вид-во Національного університету «Львівська політехніка», 2002. — 104 с.